# Marta Cartabia
Marta Cartabia, née le 14 mai 1963 à San Giorgio su Legnano, est une juge et femme politique italienne.
Elle est juge à la Cour constitutionnelle de la République italienne de 2011 à 2020, vice-présidente de 2014 à 2019 et présidente de 2019 à 2020. Elle est la première femme à occuper cette fonction. 
De 2021 à 2022, elle est ministre de la Justice dans le gouvernement de Mario Draghi.

## Biographie

### Famille et études
Marta Cartabia est née à San Giorgio su Legnano, près de Milan, en 1963.
En 1987, elle obtient son diplôme avec mention à l'université de Milan, avec une thèse intitulée : « Existe-t-il un droit constitutionnel européen ? ». Son superviseur est le professeur Valerio Onida. Elle obtient son doctorat en droit de l'Institut universitaire européen de Florence en 1993,.

### Parcours professionnel

#### Juriste
Marta Cartabia travaille à la Cour constitutionnelle italienne comme greffière entre 1993 et 1996. En 2005, elle est employée par l'université de Milan-Bicocca  comme professeur du Cours Jean Monnet de droit constitutionnel européen. Entre 2006 et 2010, elle  exerce comme experte indépendante pour l'Agence des droits fondamentaux de l'Union européenne. Pour l'année universitaire 2009-2010, elle est « boursière Straus » au Straus Institute for the Advanced Study of Law & Justice à New York.  

#### Juge constitutionnelle
Marta Cartabia est nommée membre de la Cour constitutionnelle par le président de la République italienne, Giorgio Napolitano, le 2 septembre 2011 et prête serment le 13 septembre. Au moment de sa nomination, elle est l'une des plus jeunes personnes nommées et la troisième femme de l'histoire. Elle est nommée vice-présidente de la Cour le 12 novembre 2014. 
En décembre 2017, elle est nommée membre suppléante de l'Italie à la Commission de Venise .
Le 11 décembre 2019, elle est élue à l'unanimité présidente de la Cour constitutionnelle (14 voix pour et son bulletin de vote étant blanc), faisant d'elle la première femme élue à la tête de cette institution depuis sa création. Mais la durée de sa fonction — comme celle de la plupart de ses prédécesseurs — est courte puisque son mandat de juge constitutionnel de neuf ans expire en septembre 2020.

#### Ministre de la Justice
Au mois de février 2021, tandis que son nom circule parmi ceux des possibles prétendants à la présidence de la République pour la succession de Sergio Mattarella prévue en 2022, elle se voit proposer le ministère de la Justice dans le gouvernement du nouveau président du Conseil, Mario Draghi. Elle est la troisième femme nommée à cette fonction après Paola Severino et Annamaria Cancellieri, elles-mêmes indépendantes de tout parti politique.
Le 11 septembre 2021, le pape François la nomme membre de l'Académie pontificale des sciences sociales.

## Positions politiques
Elle est proche des sphères catholiques et du mouvement Communion et Libération. Elle prône notamment une « laïcité positive » de l'État. À ce titre, elle défend le maintien de l'affichage de la croix dans les lieux publics en Italie (tels que les salles de classe des écoles publiques et les salles des tribunaux), résultant des accords fascistes du Latran.

## Publications
- (en) Marta Cartabia et Andrea Simoncini, Pope Benedict XVI's legal thought : a dialogue on the foundation of law, New York, Cambridge University Press, 2015 (ISBN 978-1-316-10630-3, OCLC 1008627286, DOI 10.1017/CBO9781316106303).
- (it) Marta Cartabia et Andrea Simoncini, La legge di re Salomone : ragione e diritto nei discorsi di Benedetto XVI, Milan, coll. « Biblioteca Universale Rizzoli », 2013, 256 p. (ISBN 978-88-17-06987-8, OCLC 856902230, lire en ligne).
- (it) Marta Cartabia et Andrea Simoncini, La sostenibilità della democrazia nel XXI secolo, Bologne, Il Mulino, coll. « Percorsi », 2009, 351 p. (ISBN 978-88-15-13372-4 et 88-15-13372-0, OCLC 515405613, lire en ligne).
- (it) Aldo Bardusco, Marta Cartabia et Micaela Frulli « Immunità costituzionali e crimini internazionali : atti del convegno » (8-9 février 2007)
- (it) Marta Cartabia et Marilena Gennusa, La fonti europee e il diritto italiano, Turin, Giappichelli, coll. « Costituzione e società. Poteri », 2008, 121 p. (ISBN 978-88-348-9680-8 et 88-348-9680-7, OCLC 868542938).

## Décorations
- Chevalier grand-croix de l'ordre du Mérite de la République italienne, sur proposition du président de la République, le 24 octobre 2011[12].
- Prix Minerva Anna Maria Mammoliti (it) alle Istituzioni, 27 novembre 2019[13].
- Prix de Culture politique Giovanni Spadolini, 28 août 2020[14],[15].
- Premio Bellisario (it) dans la catégorie Institutions, 17 octobre 2020[16],[17],[18].